# Premios BAFTA

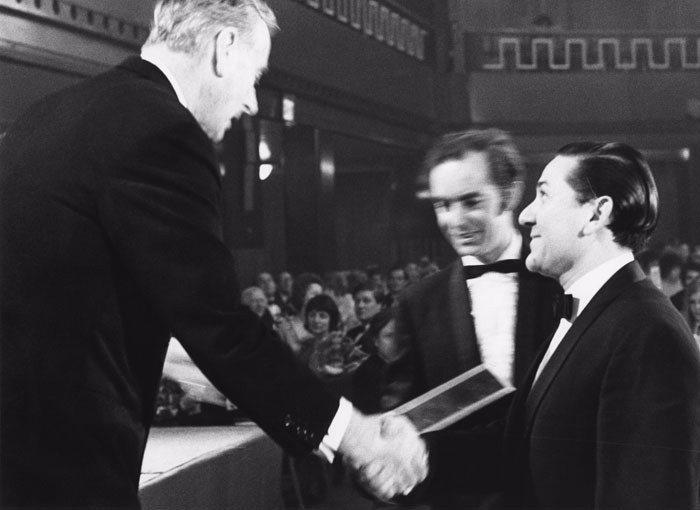
Entrega de los premios BAFTA en 1970

Los  Premios BAFTA  (en inglés: British Academy of Film and Television Arts) son unos galardones otorgados por la Academia Británica de las Artes Cinematográficas y de la Televisión (BAFTA).
A menudo son citados como los equivalentes británicos a los Premios de la Academia estadounidense. En 2008, los premios fueron entregados en la Royal Opera House de Londres, y han tenido lugar desde el año 2000 en el Odeon Cinema, situado en Leicester Square.

## Historia
La BAFTA (sigla en inglés British Academy of Film and Television Arts) fue fundada en 1947 con el nombre de Academia Británica de Cinematografía. En 1958, la Academia se unió al Sindicato de Productores y Directores formando de esa manera la Sociedad de Cinematografía y Televisión, convirtiéndose en 1976 en la actual Academia Británica de las Artes Cinematográficas y de la Televisión.
La academia está compuesta, en su conjunto, de aproximadamente 6500 miembros que tienen como objetivo "apoyar, motivar e inspirar a aquellos que trabajan en el cine, la televisión o el mundo de los videojuegos, identificando y premiando su excelencia, y educando a aquellos que hacen uso de cualquiera de estas formas de arte visual en movimiento".
El premio que se otorga en estos premios es una escultura diseñada por el artista Mitzi Cunliffe y representa una máscara, el símbolo tradicional del teatro y la tragicomedia.

## Ceremonia anual

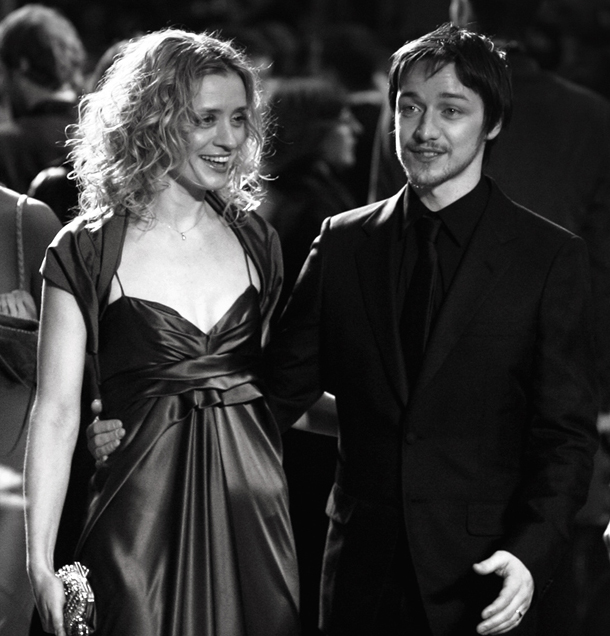
James McAvoy y Anne-Marie Duff, asistentes a la ceremonia en febrero de 2007.

La ceremonia se celebraba anualmente entre los meses de abril y mayo, pero desde 2001 se trasladó a febrero para preceder a los Premios de la Academia (los Premios Óscar). Los premios están abiertos a todas las nacionalidades, excepto en dos categorías: La Mejor película británica y Mejor estrella debut. Solo las películas del Reino Unido son elegibles para las categorías de los premios British Short Film y British Short Animation.
La ceremonia de entrega de premios se retrasa la transmisión en la televisión británica la misma noche (generalmente en BBC One) y en todo el mundo. En los Estados Unidos se muestra en BBC America. Se ha emitido en color desde 1970.
Durante cada ceremonia anual, BAFTA hace una pausa in memoriam para rendir homenaje a aquellos en la industria que han muerto en los últimos 12 meses, mostrando un montaje de imágenes acompañadas de música.

### Sede
Las últimas ceremonias han tenido lugar en la Royal Opera House, rompiendo la costumbre establecida en 2000 de celebrar la ceremonia en el Odeon Cinema.

### Patrocinio
Hasta 2012, la red de telefonía móvil Orange patrocinó los premios. La empresa matriz de Orange, EE, se hizo cargo del patrocinio del evento a partir de 2013.

## Categorías premiadas
Película
- BAFTA a la mejor película (desde 1948)
- BAFTA a la mejor película británica (en memoria de Alexander Korda) (desde 1948)
- BAFTA a la mejor película de habla no inglesa (desde 1982)
- BAFTA al mejor cortometraje (desde 1980)
- BAFTA a la mejor película de animación (desde 2006)

Equipo de rodaje
| - BAFTA al mejor actor (desde 1953) - BAFTA a la mejor actriz (desde 1953) - BAFTA al mejor guion de película británica (entre 1955 y 1967) - BAFTA al mejor director (en memoria de David Lean) - BAFTA al mejor actor de reparto (desde 1969) - BAFTA a la mejor actriz de reparto (desde 1969) - BAFTA al mejor guion (entre 1969 y 1983) - BAFTA a la mejor fotografía (desde 1969) - BAFTA al mejor sonido (desde 1969) | - BAFTA a la mejor música de película (en memoria de Anthony Asquith) - BAFTA al mejor diseño de producción (desde 1969) - BAFTA al mejor diseño de vestuario (desde 1969) - BAFTA al mejor montaje (desde 1978) - BAFTA al mejor director, guionista o productor británico novel (en memoria de Carl Foreman) - BAFTA a los mejores efectos visuales (desde 1983) - BAFTA al mejor maquillaje y peluquería (desde 1983) - BAFTA al mejor guion original (desde 1984) - BAFTA al mejor guion adaptado (desde 1984) - Premio Orange a la estrella emergente |

Premio de Honor
- BAFTA Academy Fellowship Award (desde 1971)

Premio de Serie
- BAFTA a la mejor serie preescolar (desde 2006)

## Otros premios de cine
- Premios Óscar de la Academia de las Artes y las Ciencias Cinematográficas de Hollywood
- Premios Globo de Oro de la Asociación de la Prensa Extranjera de Hollywood
- Premios Goya de la Academia de las Artes y las Ciencias Cinematográficas de España
- Premios César de la Academia de las Artes y Técnicas del Cine de Francia
- Premios del Cine Europeo de la Academia de Cine Europeo
- Premios Ariel de la Academia Mexicana de Artes y Ciencias Cinematográficas
- Premios Cóndor de Plata de la Asociación de Cronistas Cinematográficos de la Argentina
- Premios Sur de la Academia de las Artes y Ciencias Cinematográficas de la Argentina
- Premio Pedro Sienna del Consejo Nacional de la Cultura y las Artes (Chile)
- Premio David de Donatello de la Academia del Cine Italiano
- Premios León checo de la Academia Checa de Cine y Televisión
- Palma de Oro del Festival de Cannes
- Premios La Silla de la Asociación Dominicana de Profesionales de la Industria del Cine